# Amphidamas (Kythera)
Amphidamas (altgriechisch Ἀμφιδάμας Amphidámas) ist eine Gestalt der griechischen Mythologie.
Amphidamas stammte aus Skandeia auf Kythera und war Gastfreund des Kreters Molos. Diesem schenkte er als Gastgeschenk den von Autolykos erbeuteten Eberzahnhelm des Amyntor, den er selbst von Autolykos erhalten hatte. Mit diesem Helm zog Molos’ Sohn Meriones in den Trojanischen Krieg, in dessen Verlauf er den Helm dem Odysseus zum Geschenk machte.